# L'Intrepido
Pour les articles homonymes, voir Intrepido.
L'Intrepido était un périodique hebdomadaire italien de bande dessinée, publié entre 1935 et 1998 par Editrice Universo (it) appartenant aux frères Del Duca (Alceo, Cino Del Duca et Domenico Del Duca). Sa parution s'étalant sur plus de soixante ans, la revue compte plus de trois mille numéros.
Le premier numéro paraît le 23 février 1935 et la publication se poursuit jusqu'au numéro 42 du 19 décembre 1943. Durant la Seconde Guerre mondiale, les parutions s'interrompent, puis elle reprennent avec un nouveau numéro 1, le 23 août 1945. En janvier 1998 paraît le dernier numéro, qui était le 3028e.